# Tanaka Sho
Sho Tanaka (田中 憧 Tanaka Sho, sinh ngày 21 tháng 11 năm 1994) là một cầu thủ bóng đá người Nhật Bản. Anh thi đấu cho Grulla Morioka.

## Sự nghiệp
Sho Tanaka gia nhập câu lạc bộ J3 League Grulla Morioka năm 2017.